# Коритищенська сільська рада (Миронівський район)
| Коритищенська сільська рада — орган місцевого самоврядування у Миронівському районі Київської області з адміністративним центром у с. Коритище. Історична дата утворення - 21 травня 1991 року. Сільській раді підпорядковані населені пункти: - с. Коритище |

## Склад ради
Рада складається з 10 депутатів та голови.

### Керівний склад ради
| ПІБ                   | Основні відомості                                                                | Дата обрання | Дата звільнення |
| --------------------- | -------------------------------------------------------------------------------- | ------------ | --------------- |
| Литвин Ольга Іванівна | Сільський голова, 1967 року народження, освіта, член Української Народної Партії | 26.03.2006   | 31.10.2010      |
| Литвин Ольга Іванівна | Сільський голова, 1967 року народження, освіта середня спеціальна, позапартійна  | 31.10.2010   |                 |

Примітка: таблиця складена за даними джерела